# Pila (município)
Pila é um partido (município) da província de Buenos Aires, na Argentina. Possuía, de acordo com estimativa de 2019, 3.937 habitantes.